# Metalik miedziany
Metalik miedziany (Metallura theresiae) – gatunek małego ptaka z rodziny kolibrowatych (Trochilidae). Występuje endemicznie w Andach w zachodniej części Ameryki Południowej, w północnym i środkowym Peru. W Czerwonej księdze gatunków zagrożonych IUCN klasyfikowany jest jako gatunek najmniejszej troski (LC, ang. Least Concern).

## Systematyka
Gatunek ten po raz pierwszy zgodnie z zasadami nazewnictwa binominalnego opisał francuski przyrodnik Eugène Simon w 1902 roku na łamach „Novitates Zoologicae”. Autor nadał gatunkowi nazwę Metallura theresiae, a jako miejsce typowe podał Tayabamba w prowincji Pataz w regionie La Libertad w Peru.
Uważa się, że metalik miedziany jest blisko spokrewniony z metalikiem zielonawym (M. williami), metalikiem purpurowogardłym (M. odomae), metalikiem czerwonogardłym (M. eupogon), metalikiem fioletowogardłym (M. baroni) i metalikiem łuskowanym (M. aeneocauda).
Obecnie wyróżnia się dwa podgatunki Metallura theresiae:
- M. t. parkeri G.R. Graves, 1981
- M. t. theresiae Simon, 1902.

### Etymologia
- Metallura: gr. μεταλλον metallon „metal”; ουρα oura „ogon”[12].
- theresiae: na cześć Marie Thérèse Baer z domu Simon, żony francuskiego kolekcjonera okazów przyrodniczych Gustave A. Baera[13].

## Morfologia
Mały koliber o średniej długości czarnym, prostym dziobie. Nogi i stopy czarne, czarnobrązowe lub brązowe. Występuje niewielki dymorfizm płciowy. Samiec jest dosyć jednolicie czerwonobrązowy. Głowa i kark czerwonobrązowy lub miedzianoczerwony, grzbiet, kuper i górna część ogona bardziej zielonkawe. Boki głowy i szyi czerwono-brązowe. Za okiem niewielka biała plamka. Górna strona skrzydeł brązowo-zielona z opalizującymi fioletowymi refleksami, dolna powierzchnia skrzydeł błyszcząca brązowozielona. Dolne części ciała brązowo-zielone. Na podgardlu i gardle błyszczący zielony śliniak. Samica ma na gardle mniejszy śliniak i jest bardziej matowa. Młode osobniki są podobne do samic, jednak bez charakterystycznego śliniaka. Długość ciała około 10–10,5 cm.
Wymiary jakie podał G. Graves dla podgatunku Metallura theresiae parkeri:
|                       | Samiec    | Samica    |
| --------------------- | --------- | --------- |
| Długość skrzydła (mm) | 62,4–64,4 | 55,8–59,5 |
| Długość dzioba (mm)   | 11,6–12,6 | 12,1–12,4 |
| Długość ogona (mm)    | 41,2–42,7 | 37,8–42,2 |

## Zasięg występowania
Zasięg występowania (EOO, Extent of Occurrence) według szacunków organizacji BirdLife International obejmuje około 52,7 tys. km². Gatunek ten występuje w zakresie wysokości od 2900 do 3800 m n.p.m. Poszczególne podgatunki zamieszkują: 
- M. t. parkeri – Cordillera de Colán w regionie Amazonas (północne Peru),
- M. t. theresiae – wschodnie stoki Andów na wschód od rzeki Marañón i na południe do Cordillera Carpish na północ od rzeki Huallaga w regionie Huánuco (północne i środkowe Peru)[6][8].

## Ekologia i zachowanie
Jego głównym habitatem są obrzeża wilgotnych lasów karłowatych oraz przyległe obszary stepów andyjskich z formacjami traw paramo. Dieta tego gatunku nie jest szczegółowo opisana, ale przypuszcza się, że nie odbiega od innych gatunków Metallura i składa się głównie z nektaru. Zjada także małe stawonogi. W nocy ptak ten przechodzi w stan odrętwienia. Długość pokolenia jest określana na 4,2 roku.

### Rozmnażanie
Okres lęgowy nie jest dokładnie określony. W 1999 roku autorzy Handbook of the Birds of the World podawali, że ptaki z powiększonymi gonadami odłowiono w sierpniu i wrześniu, a w lęgu znajdują się 2 jaja, których wysiadywaniem zajmuje się tylko samica. Jedyne cztery dotąd opisane gniazda znaleziono w okresie od kwietnia 2013 do lipca 2014, a opisane zostały w 2021 roku w „Wilson Journal of Ornithology”. Znalezione zostały w Unchog Forest na wysokości około 3700 m n.p.m. Jedno z nich znajdowało się na drzewie Myrsine dependens, dwa pod niewielkimi nawisami skalnymi, a jedno w opuszczonej niewielkiej chacie. Wszystkie gniazda miały kształt kielicha i wyścielone były pajęczą siecią, z zewnątrz osłonięte mchem i gałązkami. Wymiary gniazd były następujące: gniazdo zawieszone na drzewie: średnica zewnętrzna 170 mm, średnica wewnętrzna 43–52 mm, wysokość 350 mm i głębokość 36 mm; pozostałe trzy gniazda: średnica zewnętrzna od 82,8 mm do 113,5 mm, średnica wewnętrzna od 26,3 mm do 50 mm, wysokość 39,3–101,1 mm i głębokość 21,4–44,1 mm. W dwóch zbadanych gniazdach znajdowały się białe jaja o wymiarach 14,8 × 8,6 mm i 11,05 × 8 mm. W jednym z gniazd znajdowały się 2 pisklęta, jedno z nich osiągnęło masę ciała równą 144% masy osobnika dorosłego.

## Status
W Czerwonej księdze gatunków zagrożonych IUCN metalik miedziany jest klasyfikowany jako gatunek najmniejszej troski (LC, ang. Least Concern). Liczebność populacji nie jest oszacowana, ale gatunek ten opisywany jest jako dosyć pospolity. Trend liczebności populacji uznawany jest za spadkowy ze względu na niszczenie przez ludzi jego naturalnego habitatu poprzez wypalanie terenów pod pastwiska dla bydła.